# 吴世珊
吴世珊（英語：Susan Rathbone，1921年10月29日—2019年11月22日），女，安徽合肥人，美籍华裔公益活动家，美国纽约亚裔社区侨领。她长年为华裔新移民和妇女儿童提供各项服务，被人们亲切地称为“吴阿姨”。

## 生平
1921年10月29日出生在中国安徽合肥东南乡（现肥东县湖滨乡）六家畈一个五代同堂的富裕的大家庭中。是吴中流的四女。小名叫“二毛伢”。她的外祖父为前清翰林。大伯吴中英曾任过段祺瑞的秘书；父亲吴中流是安徽省政府官员；三叔吴光杰曾留学德国，做过驻德武官:1。
早年曾顶着姐姐的名字在省立黄麓师范报到入学:1。1937年八一三事变淞沪抗战开始后不久，日军频繁空袭合肥。吴世珊的家人惨遭国民党派系斗争的黑手，被主政安徽的桂系将领，国民党第十一集团军总司令李品仙诬陷为“汉奸”处决:36。随后，吴世珊开始了流亡生活，和庐州中学的师生们一起西行。在重庆国立社会教育学院社会事业行政系就读。1945年日本投降后，吴世珊在宋庆龄举办的一个周末舞会上认识了美军青年弗兰克。两人相识相恋并结婚。1946年，吴世珊来到美国纽约，在皇后区的北法拉盛定居。她是当时美国国会“战时新娘移民法案”通过后的第一位来自中国的“战时新娘”:2。
在美国生活一段时间后，吴世珊对这里的种族偏见有了深刻感受。1947年，她决定在家里开通热线电话，联络华人妇女相互扶持帮助，为华人社会解疑排难。她不仅在电话中告诉初来乍到的移民怎样办入学或补习手续，怎样觅住处，如何去觅工做，而且还会亲自为一些事情去奔波。从1949年以来，她的家几乎成了旅馆，成了众多留学生的歇脚处:3。
1950年，她组织来自台湾移民在曼哈顿的百老汇大街上开了一家批发店。1968年，她还成立了经营首饰、丝带等的“巢湖公司”，为华人提供工作机会。1965年，美国移民法作了重大修改，中国人得到了与别国移民相同的待遇。到了1970年代，因为新移民越来越多，“吴阿姨热线”也愈来愈忙。而这时，热线基本上是吴世珊自己一人独立支撑的。她一天有四五个小时在大街上奔波，连回家后也不得安静，经常有电话追到家里。
1984年12月，在许多接受过她援助和义务服务的华人尤其是女性支持下，“吴阿姨热线”扩大为“吴阿姨服务中心”，在皇后区40街开设了办事处:4，拥有13位理事和40位专业顾问:38。她的事业得到了当地政府的认可，“吴阿姨服务中心”成为政府赞助的慈善机构。吴世珊也获得了许多奖项，如纽约市立大学人文奖、纽约市第一届“美国族裔奖”、纽约市荣誉公民奖、纽约市无名英雄奖、世界杜威大学奖、家庭教育协会勋章奖、全美黑人奖、美国全国妇女会第八届苏珊-见-安东尼奖等。
1980年代末，吴世珊回乡探亲，后来还多次组织海外侨胞对家乡的教育事业进行捐款。2000年5月在安徽大学设立了“吴世珊奖学金”。2003年被安徽省合肥市政府授予“合肥市荣誉市民”称号。
2019年11月22日在密西根州其儿子的家中去世，享年98岁。与丈夫合葬于密苏里州聖路易斯縣的杰佛逊军营国家公墓。
值得一提的是，吴阿姨热线电话“212-461-3044”自设立六十多年来一直没有变。